# Alberto Bernardi
Alberto Bernardi (Torino, 15 giugno 1977) è un allenatore di calcio e calciatore italiano, di ruolo attaccante, allenatore-giocatore dell'Aesernia Fraterna.

## Carriera

### Club
Cresce calcisticamente nel Torino dove percorre la trafila giovanile fino all'esordio in massima serie avvenuto nel corso della stagione 1993-1994. Orbita intorno alla prima squadra fino alla stagione 1995-1996 collezionando altre 4 presenza in Serie A ma senza trovare la via del gol. La stagione successiva scende di categoria (Serie C1) con la maglia del Prato dove raccoglie 13 presenze. Nel 1997 approda nel Castel di Sangro, squadra rivelazione che aveva da poco guadagnato il palcoscenico della Serie B. Nella prima stagione raccoglie 15 presenze bagnate da 2 reti (le prime da professionista), mentre per le 2 stagioni e mezza successive passate in C1 il bottino è di 8 reti in 53 partite.
Nell'ottobre del 2001 approda all'Alzano Virescit dove, sempre in C1, in 2 stagioni e mezza è autore di 10 marcature ottenute in 46 match.a gennaio 2002 passa all'albinoleffe dove vince il campionato di C1.
Nel 2003 ritorna al Prato, sempre in C1 dove va a segno 7 volte in 23 incontri. L'anno successivo scende di categoria con il Pro Vercelli, con 3 gol in 23 presenze nell'arco di due stagioni.
Da questo momento in poi, la carriera di Bernardi è un pellegrinare per lo stivale poiché in 2 stagioni veste la maglia di tre squadre, più precisamente del neo-fallito Como (Serie D, 21 presenze e 3 gol con cui vince la Coppa Italia Serie D), della Cavese (Serie C1, 2 presenze fino a gennaio 2008) e infine del Val di Sangro (Serie C2, 10 presenze ed 3 gol con cui ottiene una retrocessione in Serie D). Dal settembre 2008 approda in Molise, all'Atletico Trivento (Serie D), dove rimane per due stagioni. In seguito milita nell'Olympia Agnonese, di nuovo per una stagione nel Trivento e infine nel Bojano, sempre tra i dilettanti molisani. Chiude la stagione con la Turris di Santa Croce di Magliano sempre nel campionato Molisano.
Il 30 giugno 2013 rimane svincolato e il 22 luglio seguente parte per il ritiro a Coverciano dei calciatori svincolati sotto l'egida dell'Associazione Italiana Calciatori.
Negli ultimi giorni di agosto Bernardi si trasferisce nella Polisportiva Vastogirardi, squadra partecipante al campionato di Eccellenza molisana, di cui diventa allenatore a partire dal 2014.
Nel gennaio 2019 subentra alla guida dell'Usd Nerostellati in Eccellenza, con la quale conquista la salvezza . Per la stagione 2020-2021 è confermato alla guida dell'Usd Nerostellati.
Il 5 marzo 2022 assume la guida del Castel di Sangro, sempre in Eccellenza.
Per la stagione 2022/2023 prende la guida dell'Ovidiana Sulmona, militante in Eccellenza abruzzese.
Il 12 novembre 2024 rassegna le dimissioni di allenatore del Castel di Sangro

### Nazionale
Finché è rimasto nella società granata, ha avuto possibilità di vestire la maglia della Italia Under-16-15 e Italia under 18 con cui ha conquistato un secondo posto agli Europei di categoria tenutisi in Grecia nel 1995.

## Palmarès

### Giocatore

#### Competizioni nazionali
- Coppa Italia Serie D: 1

Como: 2006-2007

#### Competizioni regionali
- Eccellenza: 1

Bojano: 2012-2013